# Giuseppe Haas-Triverio
Giuseppe Haas-Triverio (* 27. Januar 1889 als Joseph Haas in Sachseln; † 9. Juli 1963 ebenda) war ein Schweizer Maler und Holzschneider.
Joseph Haas wuchs als Sohn des Landwirts und Eisenwarenhändlers Robert Haas zusammen mit sieben Geschwistern in Sachseln auf. Seine Mutter starb, als er sechsjährig war. In Sachseln besuchte er die Primarschule, anschliessend die Realschule am Kollegium Sarnen. Nach einer Flachmalerlehre im luzernischen Root zog es ihn für ein Semester an die erste Schweizer Malerschule in Zürich, wo er Holz- und Marmorimitation lernte. In seiner Gesellen- und Wanderzeit wanderte er «kreuz und quer durch die Schweiz, ans Ende des Bodensees, und darüber hinaus ins Schwaben- und Bayernland», aber auch an den Genfersee. Im Mai 1911 liess er sich in Rom nieder, wo er zwölf Jahre lang im «Grand Hotel Excelsior» als Malergeselle («decoratore») und Vorarbeiter  angestellt war. Daneben betrieb er künstlerische Studien, erlernte autodidaktisch den Holzschnitt und malte Bilder, u. a. in dem Künstlerdorf Anticoli Corrado. 1918 wurde er erstmals zu einer internationalen Ausstellung in Rom zugelassen. 
Im Sommer 1919 heiratete er die Italienerin Secondina Triverio aus Biella; seither nannte er sich Giuseppe Haas-Triverio. Das Paar hatte eine Tochter. In der Regel signierte er seine Werke mit einem stilisierten «HT». 1923 wurde er freischaffender Künstler. Studienreisen mit Freunden, zu denen auch Maurits Cornelis Escher gehörte, führten ihn unter anderem durch fast ganz Italien, nach Korsika, Marokko und England. Während des Zweiten Weltkriegs kehrte Haas-Triverio 1941 nach Sachseln zurück, wo er am Sarnersee das Haus Seegüetli erwarb und sich ein Atelier einrichtete. Auch wenn er etliche Ölbilder geschaffen hat, so gilt doch der Holzschnitt als seine eigentliche Ausdrucksform. Hier überwiegen Landschaftsmotive, er schuf aber auch Werke im Bereich der christlichen Kunst, so etwa zu Bruder Klaus.